# Juvenal Vargas
Francisco Juvenal Vargas Miranda (20 de septiembre de 1955) es un exfutbolista profesional chileno que jugaba como delantero. Destacó en O'Higgins, club del cual es el goleador histórico con 120 goles. Además, se desempeñó en Universidad Católica, Fernández Vial y Colchagua.
En 1983 obtuvo el título de la Copa Chile y Copa República con Universidad Católica.  En la temporada siguiente, jugando en el mismo club, fue campeón de la Primera División, integrando un plantel donde destacaban Marco Antonio Cornez, René Valenzuela, Miguel Ángel Neira, Rubén Espinoza, Juvenal Olmos, Mario Lepe, Patricio Mardones, Osvaldo Hurtado y Jorge "Mortero" Aravena. Un año después anotó el gol del triunfo ante Rangers, en la fecha final de la Liguilla Pre-Libertadores 1985.
Si bien integró una nómina previa de la Selección de fútbol de Chile, una lesión le descartó como opción para la Copa Mundial de Fútbol de 1982.

## Clubes
| Club                 | País  | Año       |
| -------------------- | ----- | --------- |
| O'Higgins            | Chile | 1973-1982 |
| Universidad Católica | Chile | 1983-1986 |
| Fernández Vial       | Chile | 1987      |
| O'Higgins            | Chile | 1988-1989 |
| Colchagua            | Chile | 1990-1992 |

## Palmarés

### Campeonatos nacionales
| Título           | Club                 | País  | Año  |
| ---------------- | -------------------- | ----- | ---- |
| Copa Polla Gol   | Universidad Católica | Chile | 1983 |
| Copa República   | Universidad Católica | Chile | 1984 |
| Primera División | Universidad Católica | Chile | 1984 |